# Asii Kleist Berthelsen
Asii Kleist Berthelsen (født 26. januar 2004) er en grønlandsk fodboldspiller, der spiller som angriber for Kvindeliga-klubben Fortuna Hjørring og det danske U/19-kvindelandshold .   

## Karriere
I 2018 og 2019 vandt hun det Grønlandske mesterskab i fodbold med GSS Nuuk . Begge gange blev hun topscorer i turneringen.   Hun scorede et hattrick i finalen i 2018, som kun 14-årig. 
I 2020 skrev hun skiftede hun til den danske storklub Fortuna Hjørring .     I 2022 var hun udlejet til Sundby BK. 

## eksterne links
- Asii Kleist Berthelsen profil på Soccerway